# Tula Roy
Tula Roy, née en 1934 à Bueriis (it) (Italie), est une réalisatrice de films suisse.

## Biographie
Après une formation de photographe à Bâle, Tula Roy a travaillé en tant qu'indépendante pour la presse, l'architecture et l'industrie. Après avoir suivi des cours de cinéma au F+F de Zurich et à l'École de design de Zurich, elle a travaillé comme cinéaste indépendante. Elle a également enseigné au Pestalozzianum de Zurich. 
Depuis le milieu des années 1970, elle a réalisé de nombreux films, souvent en collaboration avec le cameraman Christoph Wirsing. Elle était membre de l'association CH-Filmfrauen, fondé en 1975 pour mettre en réseau les femmes suisses travaillant dans la domaine du cinéma à l'époque.
En 1975, son premier long métrage Lady Shiva oder: Sie bezahlen nur meine Zeit est présenté, dans le cadre de l'exposition Frauen sehen Frauen (Des femmes voient des femmes) au Musée Strauhof Zurich. Le film qui parle de la vie d'Irene Staub, une prostituée qui faisait apparaître sur le pseudonyme Lady Shiva, a dû être retiré dernière minute avant sa diffusion sur la télé à cause des menaces contre la réalisatrice ainsi que la protagoniste et ses deux enfants. Tula Roy n'arrête donc pas de s'occuper et parler des sujets féministes. Son documentaire Eine andere Geschichte (1993) raconte en trois parties une histoire du mouvement féministe Suisse.
En 2021, les Journées de Soleure, sous la direction d'Anita Hugi, consacrent leur section « Histoires du cinéma suisse » au cinéma des réalisatrices suisses, actives après l'introduction du droit de vote des femmes en 1971. Dix films des sept femmes cinéastes, Tula Roy, Gertrud Pinkus, Lucienne Lanaz, Carole Roussopoulos, Marlies Graf Dätwyler, June Kovach et Isa Hesse-Rabinovitch ont été présentés. Le programme est lié au projet « Film.Pionierinnen 1971-1981 », une collaboration du festival avec la Cinémathèque Suisse, l'édition suisse en ligne filmo et le Musée national suisse. De nombreux films n'ont été numérisés et rendus disponibles que grâce à cette collaboration, ainsi qu'en coopération avec le Lichtspiel Bern.

## Filmographie
- 1975 : Lady Shiva[8].
- 1978 : Lieber ledig als unverheiratet (documentaire)
- 1979 : Jugend und Sexualität
- 1981 : Ich möchte Bundesrat werden (J'aimerais devenir conseiller fédéral, film, 1981) (documentaire)
- 1992 : Liebe - einfach kompliziert
- 1993 : Eine andere Geschichte (documentaire)
- 2002 : Mittendrin
- 2003 : Spiel mit dem Sand
- 2004 : Selbstbestimmt leben
- 2006 : Seiltänzer (documentaire)
- 2008 : Cesare Ferronato